# Lovenia elongata
Lovenia elongata is een zee-egel uit de familie Loveniidae.
De wetenschappelijke naam van de soort werd in 1845 gepubliceerd door John Edward Gray.